# 선과 악의 학교 (영화)
"선과 악의 학교"(영어: The School for Good and Evil)는 2022년 공개된 미국의 십대 판타지 영화이다. 폴 피그가 감독을 맡았으며, 소만 차이나니의 동명 판타지 소설이 영화의 원작이다.

## 출연
- 소피아 와일리
- 소피아 앤 카루소
- 샤를리즈 테론
- 케리 워싱턴
- 로런스 피시번
- 양자경
- 벤 킹즐리
- 패티 루폰
- 롭 딜레이니
- 레이철 블룸
- 피터 세러피너위치